# Hoefijzerwormen
Hoefijzerwormen of snorwormen (Phoronida) (naar de Griekse mythologische figuur Phoronis, bijnaam van Io) is een stam van het Dierenrijk waarvan er wereldwijd slechts 10 soorten bekend zijn.

## Kenmerken
Deze tot 20 cm lange dieren hebben een plomp, langwerpig lichaam, met een uitstulping aan de achterkant dat als anker fungeert waarmee het dier zich in zijn koker of gang vastzet. Over de mond hangt een korte lip heen, het epistoom, en is omringd door een hoefijzerachtig lofofoor met talrijke lange, van trilharen voorziene tentakels. Hun darm is U-vormig.

## Habitat
Hoefijzerwormen leven tot op een diepte van 50 meter op de bodem van de zee en maken een vliezige koker in modderige zandbodems of boren gangen in kalksteen en schelpen. De kokers waarin zij leven, staan vaak in groepen bijeen. Zij vormen echter geen kolonies, zoals de verwante mosdiertjes. Ze hebben een grote ecologische waarde omdat ze met hun booractiviteiten de schelpen vergruizen en het kalkgesteente openen waardoor dit voor andere borende organismen toegankelijk wordt.

## Voeding
De dieren verzamelen micro-organismen en organisch afval met behulp van de tentakels.

## Taxonomie
De hoefijzerwormen zijn als volgt onderverdeeld:
- Geslacht Phoronis Wrighr, 1856[4]
  - Phoronis australis Haswell, 1883[5]
  - Phoronis hippocrepia (Kleine hoefijzerworm) Wright, 1856[4]
  - Phoronis ijimai Oka, 1897[6]
  - Phoronis muelleri Selys-Lonchamps, 1903[7]
  - Phoronis ovalis Wright, 1856[4]
  - Phoronis pallida Silén, 1952[8]
  - Phoronis psammophila Cori, 1889[9]
- Geslacht Phoronopsis Gilchrist, 1907[10]
  - Phoronopsis albomaculata Gilchrist, 1907[10]
  - Phoronopsis californica Hilton, 1930
  - Phoronopsis harmeri Pixell, 1912[11]

Bijzonderheid is dat het geslacht Actinotrocha uitsluitend uit larven bestaat van soorten die ook in de adulte geslachten voorkomen. In de wetenschappelijke literatuur wordt deze methode tot op heden ook gebruikt.
- Geslacht Actinotrocha Müller, 1846[12]
  - Actinotrocha branchiata Müller, 1846[12]
  - Actinotrocha harmeri Zimmer, 1964[13]
  - Actinotrocha hippocrepia Silén, 1954
  - Actinotrocha pallida Silén, 1952[8]
  - Actinotrocha sabatieri Roule, 1896[14]
  - Actinotrocha vancouverensis Zimmer, 1964[13]

## Soorten in Europa
De Phoronis muelleri komt in de Noordzee voor. Twee andere soorten uit de Europese zeeën zijn Phoronis hippocrepia (Kleine hoefijzerworm) en de Phoronis psammophilla.